# Kouékro
Kouékro est une localité rurale au centre de la Côte d'Ivoire dans le District de la Vallée du Bandama, appartenant à la région de Gbêke. La localité de Kouékro est administrativement au département de Béoumi. 